# Karolína Muchová
Karolína Muchová (* 21. srpna 1996 Olomouc) je česká profesionální tenistka. Ve své dosavadní kariéře na okruhu WTA Tour získala jeden singlový titul, když triumfovala na zářijovém Korea Open 2019 v Soulu. V rámci okruhu ITF získala dva tituly ve dvouhře a jeden ve čtyřhře.
Na žebříčku WTA byla ve dvouhře nejvýše klasifikována v září 2023 na 8. místě a ve čtyřhře v srpnu 2021 na 222. místě. Od dubna 2023 byl podruhé jejím trenérem Slovák Emil Miške, s nímž ukončila spolupráci po Wimbledonu 2025. Kondičním trenérem a fyzioterapeutem je Jaroslav Blažek. Domovským oddílem se v roce 2019 stal I. ČLTK Praha, do něhož přestoupila z TK Prechezy Přerov.
Na grandslamu se probojovala do finále French Open 2023, v němž ji porazila Iga Świąteková. Semifinále si zahrála na Australian Open 2021, kde nestačila na Jennifer Bradyovou a na US Open 2023 prohrála s Coco Gauffovou. Jako čtvrtfinalistka skončila ve Wimbledonu 2019 a 2021, když nejdříve podlehla Elině Svitolinové a dva roky poté Angelique Kerberové.
V českém týmu Billie Jean King Cupu debutovala v roce 2019 prostějovskou baráží Světové skupiny proti Kanadě, v níž porazila Rebeccu Marinovou. Češky zvítězily 4:0 na zápasy. Do dubna 2025 v soutěži nastoupila k pěti mezistátním utkáním s bilancí 2–1 ve dvouhře a 1–1 ve čtyřhře.
Česko reprezentovala na Letních olympijských hrách 2024 v Paříži, kde v úvodu dvouhry podlehla Kanaďance Leylah Fernandezové. S Lindou Noskovou obsadily čtvrté místo ve čtyřhře. Utkání o bronz prohrály se Španělkami Bucșovou a Sorribesovou Tormovou.
Jejím otcem je bývalý ligový fotbalista Sigmy Olomouc a trenér Josef Mucha a bratrem brankář FC Zbrojovka Brno Filip Mucha.

## Tenisová kariéra
V rámci hlavních soutěží událostí okruhu ITF debutovala v říjnu 2013, když na turnaji v chorvatském Dubrovníku s dotací 10 tisíc dolarů prošla kvalifikačním sítem. Ve druhém kole dvouhry pak podlehla Slovence Lence Juríkové. Premiérový singlový titul v této úrovni tenisu vybojovala během srpna 2014 v Michalovcích, události s rozpočtem deset tisíc dolarů. Ve finále přehrála další slovenskou hráčku Janu Jablonovskou.
Od října 2015, kdy figurovala za 400. místem žebříčku WTA, se během jednoho roku přiblížila k hranici první dvoustovky. Na essenské události ITF s rozpočtem 50 tisíc dolarů během června 2016 postoupila do finále přes Němku Carinu Witthöftovou a Slovenku Janu Čepelovou. V závěrečném zápasu však nestačila na Španělku Saru Sorribesovou Tormovou.

### 2017–2018: Debut na WTA Tour a grandslamu, vzestup omezený zraněními

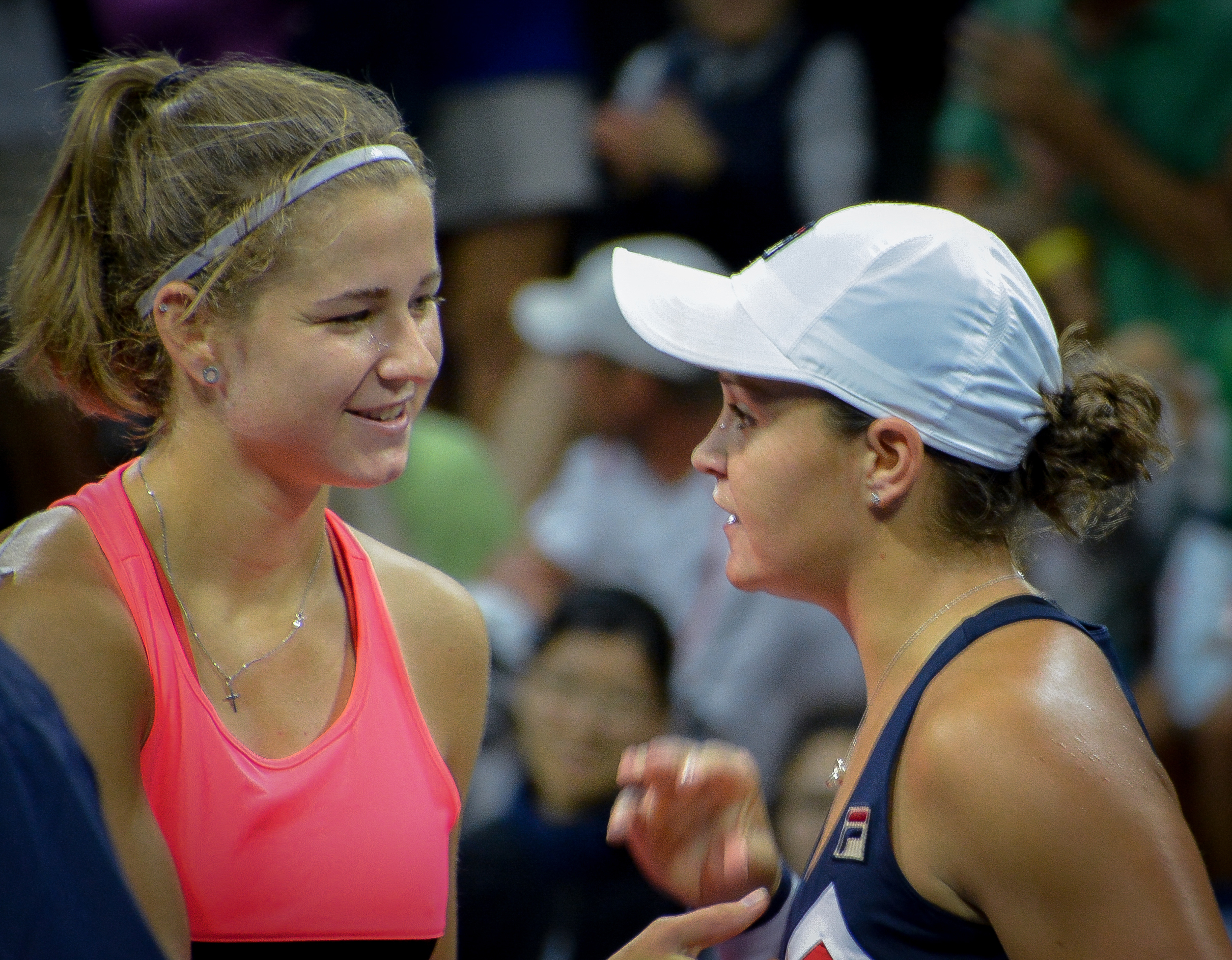
Ve druhém kole US Open 2018 překvapivě zdolala Muguruzaovou a poté podlehla Bartyové (vpravo)

Rozvoj kariéry v sezónách 2017 a 2018 brzdila zranění, která ji omezovala v pohybu po dvorci. Na počátku roku 2017 zaznamenala téměř tříměsíční výpadek. První turnaj na trávě odehrála během června 2017 na okruhu ITF v Surbitonu, s dotací 100 tisíc dolarů. Její účast prosadil trenér Miške vědom si vhodného stylu hráčky pro tento povrch. Z tříkolové kvalifikace postoupila do dvouhry, v níž porazila Američanky Dolehideovou a Laovou. Ve čtvrtfinále však proti Britce Harriet Dartové získala jen dva gamy, když si v něm podvrtla kotník.
V singlu okruhu WTA Tour debutovala na zářijovém Korea Open 2017, kde postoupila z kvalifikace. Na úvod hlavní soutěže však nestačila na australskou kvalifikantku Priscillu Honovou po třísetovém průběhu. V jarní části sezóny 2018 odešla poražena ze dvou finále ITF, když nejdříve nestačila v Altenkirchenu na Britku Harriet Dartovou a v březnu odstoupila z boje o titul ve francouzském Croissy-Beaubourgu.
Ve wimbledonské kvalifikaci 2018 sehrála třísetový duel s bývalou finalistkou londýnského majoru Eugenií Bouchardovou, jejž prohrála. Debut v hlavní soutěži nejvyšší grandslamové kategorie vyšel na čtvrtý pokus v ženském singlu US Open 2018 po zvládnuté tříkolové kvalifikaci. Na její raketě v ní postupně dohrály Vitalija Ďjačenková, Jasmine Paoliniová a Françoise Abandová. V úvodním kole dvouhry poté vyřadila Ukrajinku Dajanu Jastremskou. Následně dosáhla největšího vítězství dosavadní kariéry, když jako 202. žena pořadí přehrála bývalou světovou jedničku a dvanáctou hráčku žebříčku Garbiñe Muguruzaovou přes ztrátu úvodního setu. V úvodu třetí sady Španělka nevyužila brejkboly na vedení 3–0 na gamy. Po srovnání Muchové na 2–2 si obě soupeřky držely podání až do stavu her 4–5 z pohledu podávající Muguruzaové. Ve svém třetím zápase na okruhu WTA pak olomoucká rodačka proměnila druhý mečbol a po 2.28 hodin premiérově zdolala hráčku první světové stovky, když se do té doby nestřetla s žádnou členkou z elitní čtyřicítky. Ve třetí fázi dohrála na raketě australské světové sedmnáctky Ashleigh Bartyové ve dvou sadách.

### 2019: První titul WTA a čtvrtfinalistka Wimbledonu

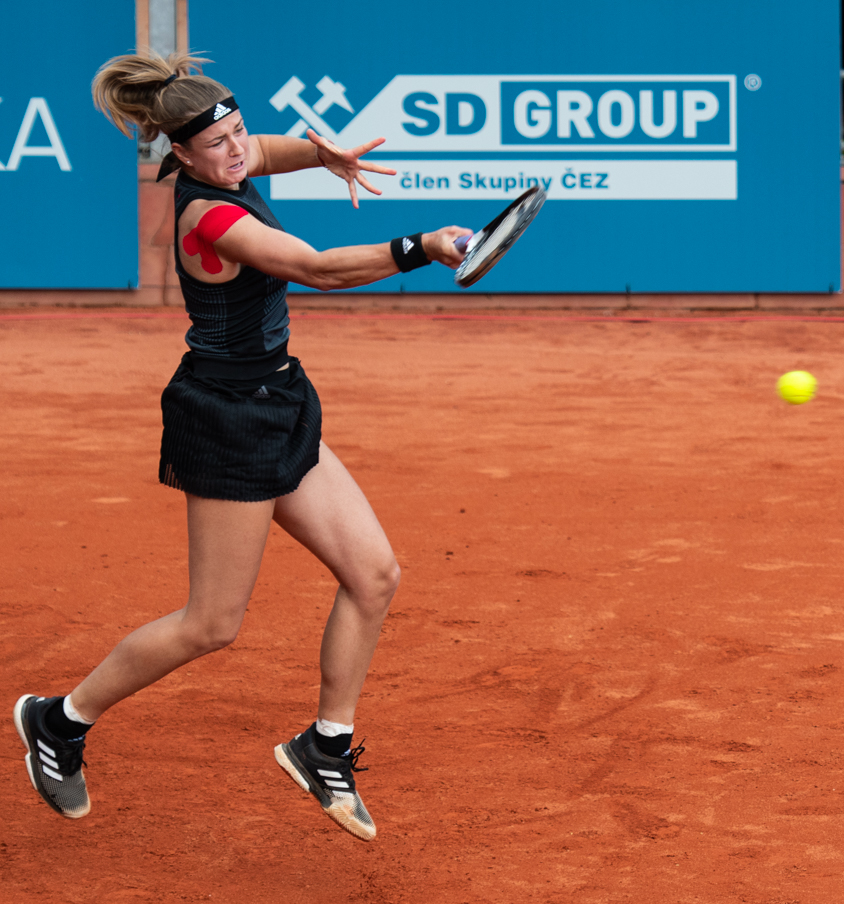
První finále WTA odehrála na Prague Open, v němž podlehla Švýcarce Jil Teichmannové

Sezónu rozehrála na Australian Open z pozice 139. hráčky žebříčku. Z kvalifikace melbournského majoru postoupila do hlavní soutěže. Na úvod dvouhry však podlehla světové osmičce Karolíně Plíškové. Čtvrtfinále na túře WTA poprvé odehrála na únorovém Qatar Total Open, dauhaském turnaji v kategorii Premier 700, kde postoupila z kvalifikace. V prvním kole hlavní soutěže porazila Australanku Samanthu Stosurovou a poté Tchajwanku Sie Šu-wej. Mezi poslední osmičkou však nestačila na čtvrtou nasazenou Ukrajinku Elinu Svitolinovou. Na březnovém Miami Open z kategorie Premier Mandatory se do singlové soutěže probojovala z kvalifikace přes Marii Bouzkovou. V úvodním kole dvouhry vyřadila Japonku Nao Hibinovou, aby následně nenašla recept na světovou čtyřku Angelique Kerberovou. S Němkou opět vypadla v osmifinále dubnového Monterrey Open.
Kariérní maximum vylepšila na antukovém J&T Banka Prague Open, kam obdržela divokou kartu do dvouhry po odmítnutí účasti Šafářovou. V debutovém finále profesionální dráhy však podlehla 21leté švýcarské kvalifikantce Jil Teichmannové po třísetovém průběhu. Bodový zisk ji na žebříčku premiérově posunul do elitní světové stovky, na 74. příčku. V hlavní soutěži pařížského grandslamu se poprvé představila na French Open 2019, kde v prvním kole přehrála sedmnáctou nasazenou Estonku Anett Kontaveitovou ve třech setech. Poté ji vyřadila Rumunka Irina-Camelia Beguová z druhé světové stovky, přestože hladce vyhrála úvodní set.

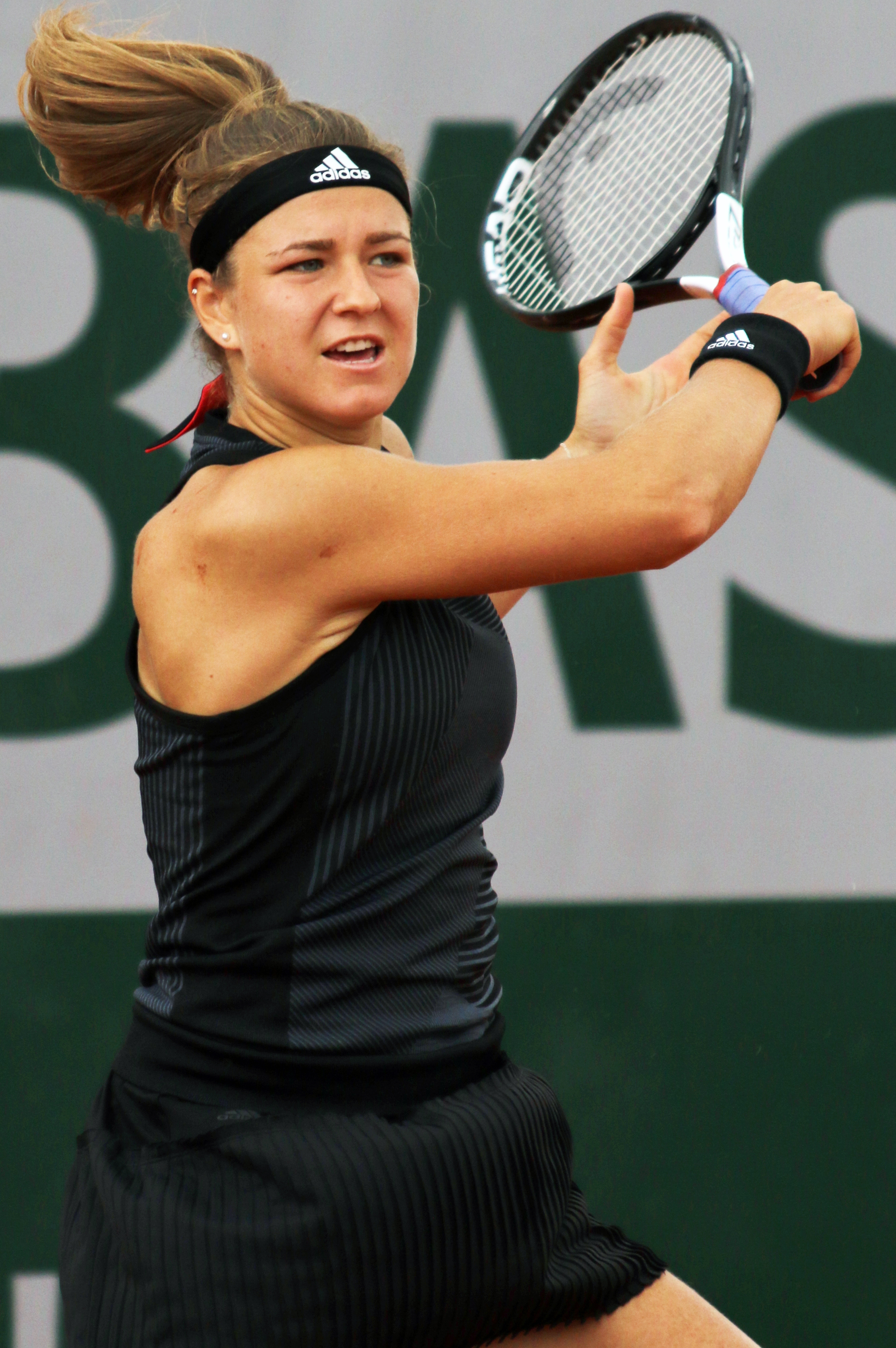
Na French Open 2019 vypadla ve 2. kole

Do travnaté sezóny vstoupila červnovým Libéma Open v Rosmalenu, na němž nezvládla úvodní duel s Američankou z počátku sedmé desítky žebříčku Alison Riskeovou, přestože získala úvodní sadu. Následoval londýnský grandslam ve Wimbledonu, kam přijížděla jako šedesátá osmá žena klasifikace. Prvními třemi koly proti Srbce Aleksandře Krunićové, Američance Madison Brengleové a estonské světové dvacítce Anett Kontaveitové prošla bez ztráty setu. V osmifinále sehrála nejdelší zápas ročníku, trvající 3.17 hodiny, když v něm vyřadila světovou trojku Karolínu Plíškovou poměrem gemů 13–11 v rozhodující sadě. Plíšková šla ve třetí sadě dvakrát podávat na vítězství, ale vždy o servis přišla. Muchová tak poprvé porazila členku elitní světové desítky a zajistila si debutový posun do první světové padesátky. Jako první hráčka od Li Na v roce 2006 dokázala projít do čtvrtfinále již při svém debutu v All England Clubu. Se 147 vítěznými údery vedla průběžnou statistiku ročníku a za Plíškovou byla druhá s počtem 29 nastřílených es. V duelu proti ukrajinské osmé ženě klasifikace Elině Svitolinové se ujala po 14 minutách vedení 4–1 na gemy. Ukrajinka však zahájila od stavu 2–5 obrat a nedovolila jí na podání ukončit set. Šňůrou pěti her si připsala úvodní dějství. Muchová získala na úvod druhé sady brejk, ale stav her 2–0 neudržela. Druhá série pěti her od Svitolinové znamenala rozhodující náskok a postup.
Další turnaj odehrála až v polovině srpna na premiérovém ročníku newyorského Bronx Open. Mezi poslední osmičkou hráček ji ve vyrovnaném třísetovém duelu vyřadila polská kvalifikantka Magda Linetteová, získaným tiebreakem závěrečné sady. Na US Open postoupila druhý rok za sebou do třetího kola přes kazašskou kvalifikantku Jelenu Rybakinovou a dvacátou devátou nasazenou Sie Šu-wej. Poté však uhrála jen pět gemů na pozdější finalistku a světovou osmičku Serenu Williamsovou.

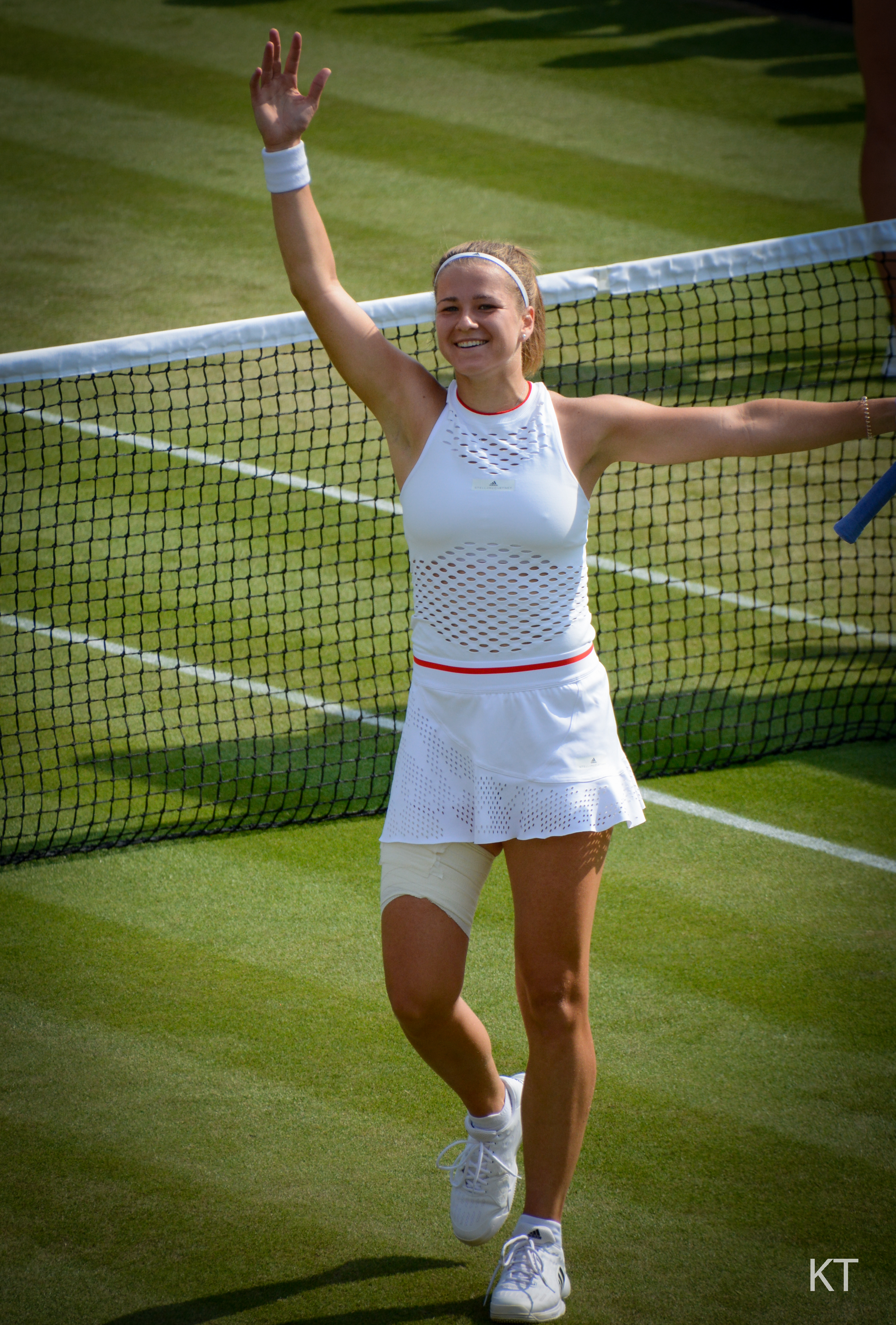
V osmifinále Wimbledonu 2019 porazila světovou trojku Karolínu Plíškovou a poprvé postoupila do čtvrtfinále grandslamu. Zápas trvající 3.17 hodiny se stal nejdelším v ročníku.

Podzimní třítýdenní túru v Asii otevřela premiérovou trofejí na okruhu WTA Tour, kterou si odvezla ze soulského Korea Open 2019. Do finále se probojovala výhrou nad osmou nasazenou Číňankou Wang Ja-fan. V boji o titul pak hladce zdolala polskou turnajovou čtyřku Magdu Linetteovou, jíž dovolila v každém setu uhrát po jednom gemu. Po skončení se posunula na nové žebříčkové maximum, 37. příčku. Na pekingském China Open ji na úvod zastavila patnáctá hráčka žebříčku Madison Keysová ve dvou sadách. Do prvního semifinále v kategorii Premier postoupila na moskevském Kremlin Cupu, v němž ji vyřadila Anastasija Pavljučenkovová. Tím si zajistila debutový průnik mezi třicet nejlepších tenistek na žebříčku WTA. Po sérii odhlášení také premiérově postoupila na jeden ze dvou závěrečných turnajů okruhu, WTA Elite Trophy v Ču-chaji. V Kaméliové skupině porazila světovou devatenáctku Alison Riskeovou a dvanáctku Sofii Keninovou ve třísetových kláních. Jako vítězka skupiny postoupila do semifinále, v němž podlehla běloruské světové čtrnáctce Aryně Sabalenkové, když nezvládla koncovky obou sad. Ve druhé z nich neproměnila setbol a následně ji dvakrát nedokázala ukončit na podání.
Sezónu zakončila na 21. místě žebříčku jako čtvrtá Češka v pořadí. Během roku se posunula o 124 příček výše.

### 2020: Osmifinalistka US Open
Sezónu otevřela na lednovém Brisbane International, kde ji v úvodním kole vyřadila americká světová devatenáctka Alison Riskeová. Na Australian Open přijížděla v roli dvacáté nasazené. Poprvé se tak na grandslamu stala nasazenou hráčkou. Ve 23 letech vyhrála první zápas v hlavní soutěži melbournského majoru. Proti Belgičance Kirsten Flipkensové sice nevyužila v rozhodujícím setu za stavu 5–2 na gemy dva mečboly, ale postup získala v supertiebreaku. Ve druhé fázi nestačila na 20letou Američanku CiCi Bellisovou, které po dvacetiměsíční absenci na okruhu patřila až šestistá příčka. Únorový Dubai Tennis Championships znamenal časné vyřazení od kvalifikantky Kateřiny Siniakové, která jí na závěr prvního vzájemného utkání uštědřila „kanára“. Na navazujícím Qatar Total Open v Dauhá zvládla duel s Polkou Magdou Linetteovou ze čtvrté světové desítky, ale poté ji ve dvou sadách zastavila šestá žena klasifikace Kiki Bertensová.
V březnu byla sezóna na pět měsíců přerušena pro pandemii koronaviru. V obnovené části startovala na srpnovém Western & Southern Open v New Yorku, kde nejdříve zdolala americkou kvalifikantku Ann Liovou. Do duelu druhého kola proti světové desítce Naomi Ósakaové vstoupila ziskem sady ve zkrácené hře. Tlak Japonky sílil a s tím i počet nevynucených chyb Muchové. Ve třetím dějství, kdy si nechala ošetřit palec levé nohy, soupeřce odebrala jen dva gemy. Další týden se v témže areálu Billie Jean Kingové konalo grandslamové US Open, na němž si postupem do osmifinále vylepšila osobní maximum. Na její raketě skončily 40letá Američanka Venus Williamsová, Ruska Anna Kalinská a Rumunka Sorana Cîrsteaová z osmé desítky žebříčku. S ní se ocitla na prahu vyřazení, když v závěrečném tiebreaku odvrátila za stavu míčů 3:6 tři mečboly v řadě. Soupeřka mohla zápas zakončit již předtím. Výhodu podání při vedení 5:4 na gemy však nevyužila. Ve čtvrté fázi pak Muchová podlehla pozdější finalistce, dvacáté sedmé hráčce světa Viktorii Azarenkové, s níž získala úvodní sadu. Ve druhé hře druhého setu uklouzla a natáhla si sval, který ji po zbytek utkání omezoval v pohybu. Následně prohrála pět gemů v řadě. Přes ošetření mezi druhou a třetí sadou duel ztratila. Na září přesunutém Roland Garros byla v prvním kole vyřazena od osmdesáté druhé ženy klasifikace, Američanky Christiny McHaleové. V říjnu zasáhla do dodatečně zařazeného J&T Banka Ostrava Open v kategorii Premier, kde po výhře nad Čang Šuaj nenašla recept na světovou jedenadvacítku Elise Mertensovou po dvousetovém průběhu. Sezónu zakončila na konci první třicítky, s celkovou bilancí z dvouhry 7–8.

### 2021: Semifinalistka Australian Open, členka Top 20 a poranění břišního svalstva
Do sezóny vstoupila jediným lednovým turnajem Abu Dhabi WTA Women’s Tennis Open v Abú Zabí. Po vítězství nad Černohorkou Dankou Kovinićovou odstoupila z dvouhry a čtyřhry. Důvodem se stalo uvalení karantény, když byla vytrasována jako blízký kontakt pozitivně testované osoby na koronavirus. V Melbourne Parku se zúčastnila nově zařazeného turnaje Gippsland Trophy, poslední přípravy před australským grandslamem. Ve druhém kole si poradila s americkou náhradnicí Caty McNallyovou a poté i s Italkou Jasminou Paoliniovou z konce první světové stovky. Před čtvrtfinálem proti Estonce Kanepiové odstoupila kvůli zranění břišního svalstva. V témže areálu hraný Australian Open pro ni znamenal první postup do grandslamového semifinále. Na cestě mezi poslední osmičku hráček neztratila žádný set. Po výhrách nad Lotyškou Jeļenou Ostapenkovou a Němkou Monou Barthelovou narazila, stejně jako při svém prvním čtvrtfinále ve Wimbledonu 2019, na světovou šestku Karolínu Plíškovou. Po zisku úvodní sady si soupeřka vypracovala vedení 5–0 na gemy. Poměr setů však favoritka nesrovnala, když ztratila sedm her v řadě, v nichž nevyužila dva setboly. V osmifinále oplatila říjnovou porážku z Ostravy Elise Mertensové, figurující na šestnáctém místě, když na úvod opět otočila nepříznivý poměr her ze stavu 0–4 a 2–5. Po výhře v tiebreaku rozhodlo druhou sadu prolomené podání Mertensové v jejím závěru. Ukončila tak sérii dvou finálových účastí Belgičanky na předchozích turnajích. Ve čtvrtfinále poprvé v kariéře přehrála světovou jedničku, Australanku Ashleigh Bartyovou, přestože hladce ztratila úvodní sadu za 25 minut a na začátku druhého dějství opět prohrála servis. Od stavu 1–6 a 1–2, kdy opustila dvorec během 9minutové zdravotní přestávky, však převzala iniciativu ziskem šesti ze sedmi dalších gemů. Obrat dokonala dvěma brejky v rozhodujícím setu a Bartyové oplatila porážku z US Open 2018. V semifinále jí prohru z Prague Open 2019 vrátila americká světová čtyřiadvacítka Jennifer Bradyová. V závěrečném více než desetiminutovém gemu třísetového duelu Američanka využila pátý mečbol.
V důsledku natrženého břišního svalu po Australian Open absentovala až do dubnového Porsche Tennis Grand Prix ve Stuttgartu, kde na úvod podlehla Rusce ze čtvrté světové desítky Jekatěrině Alexandrovové. Po turnaji se poprvé v kariéře stala členkou elitní světové dvacítky, kterou uzavírala. Na Mutua Madrid Open ve druhém kole vyřadila světovou dvojku Naomi Ósakaovou a poté šestnáctou v pořadí Marii Sakkariovou, než ji ve dvou zkrácených hrách zastavila Ruska Anastasija Pavljučenkovová. French Open opustila ve třetím kole po dvousetové prohře s Američankou Sloane Stephensovou.
Travnatou sezónu zahájila na obnoveném bett1open v Berlíně, kde ji na úvod vyřadila o deset míst hůře postavená Ruska Veronika Kuděrmetovová. Ve Wimbledonu se pak stala třetí ženou historie, která dokázala při prvních dvou startech postoupit až do čtvrtfinále. Na její raketě postupně dohrály Číňanka Čang Šuaj, Italka Camila Giorgiová, finalistka French Open Anastasija Pavljučenkovová a třiatřicátá žena klasifikace Paula Badosová ze Španělska. Mezi poslední osmičkou hráček ji i potřetí v kariéře zdolala Němka Angelique Kerberová, figurující na dvacáté osmé příčce, když získala pět gamů. Na letních betonech US Open Series nejdříve utržila časnou porážku na montréalském National Bank Open od francouzské kvalifikantky Océane Dodinové z počátku druhé světové stovky. Prohrála tak s nejníže postavenou tenistkou od lednového Australian Open 2020. Navazující Western & Southern Open znamenal postup do osmifinále přes Kontaovou a kanadskou světovou sedmičku Biancu Andreescuovou. Ve druhé sadě třetího kola však skrečovala nové olympijské šampionce a dvanácté ženě žebříčku Belindě Bencicové, opět pro bolestivé poranění břišního svalstva, tentokrát lokalizovaného na jiném místě než v případě trhliny. Přes obtíže ještě nastoupila do US Open, kde ji na úvod vyřadila Španělka Sara Sorribesová Tormová ve dvou setech, a stále během září předčasně ukončila sezónu. Na konečném žebříčku jí pak patřila 32. příčka.

### 2022: Pokračující zdravotní potíže a pád do třetí světové stovky
Kvůli nedoléčenému zranění břišního svalu se v prosinci 2021 odhlásila z úvodního majoru Australian Open. Neobhájené body za semifinále znamenaly, že v závěru ledna klesla z 31. na 66. místo žebříčku. Sezónu tak rozehrála až ve druhé polovině března na Miami Open, kde ze čtyř setů v úvodních dvou kolech získala tři v tiebreacích. Po výhrách nad Terezou Martincovou a světovou dvaadvacítkou Leylah Fernandezovou odstoupila před třetím zápasem s Ósakaové kvůli vyčerpání a nutnosti regenerace po sedmiměsíční absenci na okruhu. Po měsíci se na dvorce vrátila v závěru dubna antukovým Mutua Madrid Open, kde svedla dvě třísetové bitvy. Po výhře nad čínskou teenagerkou Čeng Čchin-wen vypadla s třináctou ženou klasifikace Belindou Bencicovou. V šestém gamu třetí sady mohla Švýcarce prolomit podání, ale nevyužila dva brejkboly. Klíčový servis naopak ztratila za stavu her 5–5. Následovalo časné vyřazení, při debutovém startu na římském Internazionali BNL d'Italia, s chorvatskou kvalifikantkou Petrou Martićovou z konce první padesátky, která obhajovala semifinálovou účast. Na French Open svedla, po výhře nad Francouzkou z třetí stovky žebříčku Carole Monnetovou, vyrovnaný duel s třetí hráčkou světa Mariou Sakkariovou. Díky pestrému tenisu a změnám hry rozhodla zápas ve svůj prospěch a počtvrté v kariéře porazila členku z elitní trojky. Bojovně naladěná Řekyně odvrátila v úvodní sadě sedm setbolů. V rozhodující sadě třetí fáze musela skrečovat Američance Amandě Anisimovové, figurující na dvacátém osmém místě klasifikace, pro výron kotníku, jejž si přivodila v pátém gamu druhého setu.
Na travnatých pažitech odešla poražena z prvních kol berlínského bett1open i londýnského Wimbledonu. V Berlíně ji vyřadila nejvýše nasazená světová čtyřka Ons Džabúrová, jež turnaj poté ovládla. Na centrálním dvorci All England Clubu pak za 66 minut nenašla recept na šampionku z roku 2019 a členku první dvacítky Simonu Halepovou, když si v duelu nevytvořila ani jednu brejkovou příležitost. Bodová ztráta za neobhajobu čtvrtfinálové účasti – po skončení londýnského grandslamu – znamenala opuštění první světové stovky, když klesla z 81. na 169. příčku. Ve druhé stovce naposledy předtím figurovala v závěru srpna 2019. Během léta odehrála pouze srpnový Thoreau Tennis Open v sérii WTA 125K v massachusettském Concordu. Během druhého utkání skrečovala americké kvalifikantce Katrině Scottové pro zranění. Do US Open zasáhla jako členka třetí světové stovky díky žebříčkové ochraně, když jí patřilo až 235. místo. Na úvod podlehla Australance Ajle Tomljanovićové z páté desítky klasifikace. Poražena tak odešla z pátého ze šesti předchozích zápasů.
Premiérové čtvrtfinále v sezóně si zahrála na úvodním ročníku Tallinn Open, kde zdolala kvalifikantky Jessiku Ponchetovou i Viktoriji Golubicovou. Až v tiebreaku závěrečné sady ji zastavila dvaatřicátá hráčka světa, Estonka Kaia Kanepiová. Stejně jako v Tallinnu obdržela divokou kartu i do ostravského AGEL Open z kategorie WTA 500. Přes brazilskou světovou patnáctku Beatriz Haddad Maiovou prošla do druhého kola, kde ji stopku vystavila kvalifikantka z poloviny druhé stovky Caty McNallyová ve třech setech. Američanka jí oplatila hladkou prohru z Gippsland Trophy 2021. V listopadu nastoupila do světového semifinále Billie Jean King Cupu proti Švýcarkám. V úvodní dvouhře nestačila na členku osmé světové desítky Golubicovou. Češky prohrály s reprezentantkami země helvétského kříže druhý rok v řadě. Sezónu zakončila na francouzském challengeru v Angers, kde ji na úvod vyřadila Francouzka Clara Burelová, přestože měla ve druhé sadě za stavu gamů 5–4 mečbol. V konečné klasifikaci jí patřila 149. příčka.

### 2023: Finalistka French Open, debut v Top 10 a opětovné zranění

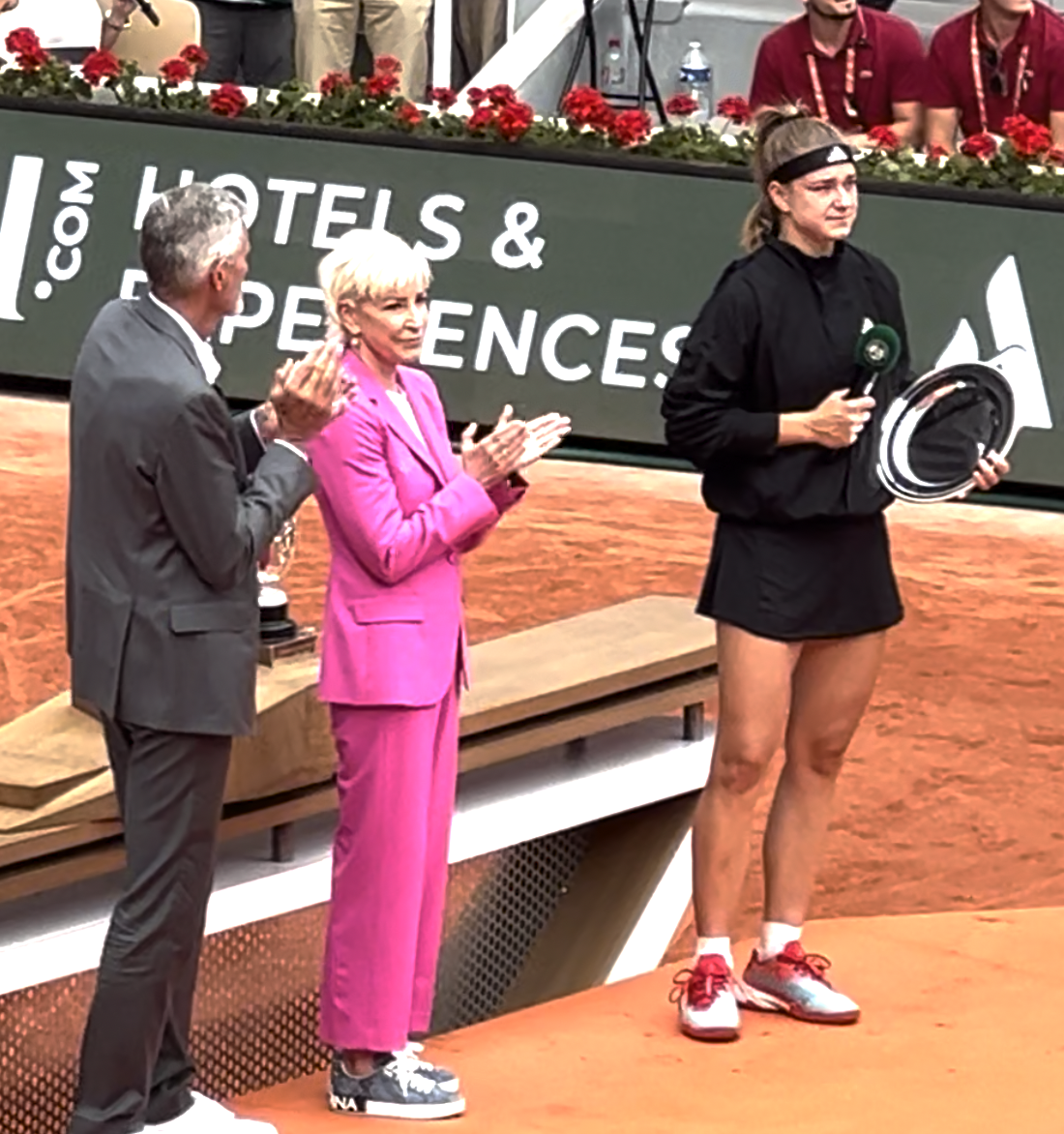
Na French Open po převzetí tácu od Chris Evertové

Sezónu otevřela na aucklandském ASB Classic kuriózní výhrou nad světovou padesátkou Wang Si-jü. Za stavu her 5–3 byl duel kvůli dešti přeložen na další den. K dohrávce však už Číňanka nenastoupila, když jej skrečovala pro nemoc. Přes kvalifikantku Elenu-Gabrielu Ruseovou, s níž nečelila žádné brejkbolové hrozbě, postoupila do druhého čtvrtfinále od Wimbledonu 2021. Mezi poslední osmičkou však nezvládla oba tiebreaky s další kvalifikantkou, 23letou Španělkou Rebekou Masárovou. Na úvod Australian Open ztratila s Ukrajinkou z druhé stovky žebříčku, Lesjou Curenkovou, jen tři gamy. Ve druhé fázi podlehla obhájkyni finálové účasti, světové třináctce Danielle Collinsové, v jednom ze dvou utkání ročníku, které rozhodl až závěrečný supertiebreak třetí sady. Čas 2:55 hodiny znamenal třetí nejdelší zápas ročníku. Přes hráčku z první třicítky, Italku Martinu Trevisanovou, postoupila do druhého kola únorového Qatar TotalEnergies Open. V něm svedla tříhodinovou bitvu s pátou ženou klasifikace Caroline Garciaovou. Využití jediného ze dvou brejkbolů ale na postup nestačil. Čtvrtfinále na Dubai Tennis Championships z kategorie WTA 1000 jí zajistila dvousetová vítězství nad Bernardou Peraovou, Soranou Cîrsteaovou i světovou devítkou Belindou Bencicovou, kterou přehrála na třetí pokus. Posedmé v kariéře tak porazila členku elitní světové desítky. Kvůli zranění břišního svalu však do souboje o semifinále proti Pegulaové nenastoupila.
Druhé čtvrtfinále v úrovni WTA 1000 za sebou dosáhla při svém debutu na březnovém BNP Paribas Open v Indian Wells. V prvním kole vyřadila Kazachstánku Julii Putincevovou a poté čtrnáctou hráčku světa a dvojnásobnou šampionku Viktorií Azarenkovou. Nezastavily ji ani Trevisanová a v osmifinále Markéta Vondroušová. Pátou čtvrtfinálovou porážku v řadě jí uštědřila desátá žena klasifikace a pozdější vítězka Jelena Rybakinová, která po prohře na US Open 2019 srovnala vzájemnou bilanci na 1–1. V úvodní sadě Kazachstánka odvrátila setbol a ve druhé nestačila na dominantně hrající Muchovou, jež v ní získala šestnáct z devatenácti míčů na podání. V následné klasifikaci se Češka vrátila do první šedesátky, na 55. příčku. Na navazujícím Miami Open přestala být žebříčkové chráněna po zranění. Do hlavní soutěže tak musela projít z kvalifikace. Za necelou hodinu deklasovala v prvním kole dvouhry Jil Teichmannovou. Poradila si i s další členkou světové čtyřicítky Ču Lin, než jí měsíc starou porážku z Dubaje oplatila Cîrsteaová.
Jarní antukovou sezónu rozehrála na Mutua Madrid Open, kde ztratila jen čtyři gamy s Anett Kontaveitovou, vracející se po zranění zad. Ve druhé fázi podlehla světové pětatřicítce Irině-Camelii Beguové. Na římském Internazionali BNL d'Italia postoupila do osmifinále. V prvním kole zdolala šťastnou poraženou Kamillu Rachimovovou. Následně potřetí v sezóně zvládla duel se světovou osmnáctkou Martinou Trevisanovou, s níž v rozhodujícím dějství prohrávala již 0–4 a v závěru odvrátila mečbol. Otočila rovněž duel třetího kola proti další Italce Camile Giorgiové, která v první sadě nevyužila vedení 5–1 na gamy. Dvousetové vítězství znamenalo jubilejní čtyřicátou výhru Češky nad členkou první světové padesátky. Po více než tříhodinové osmifinálové bitvě pak odešla poražena od světové pětatřicítky Pauly Badosové.

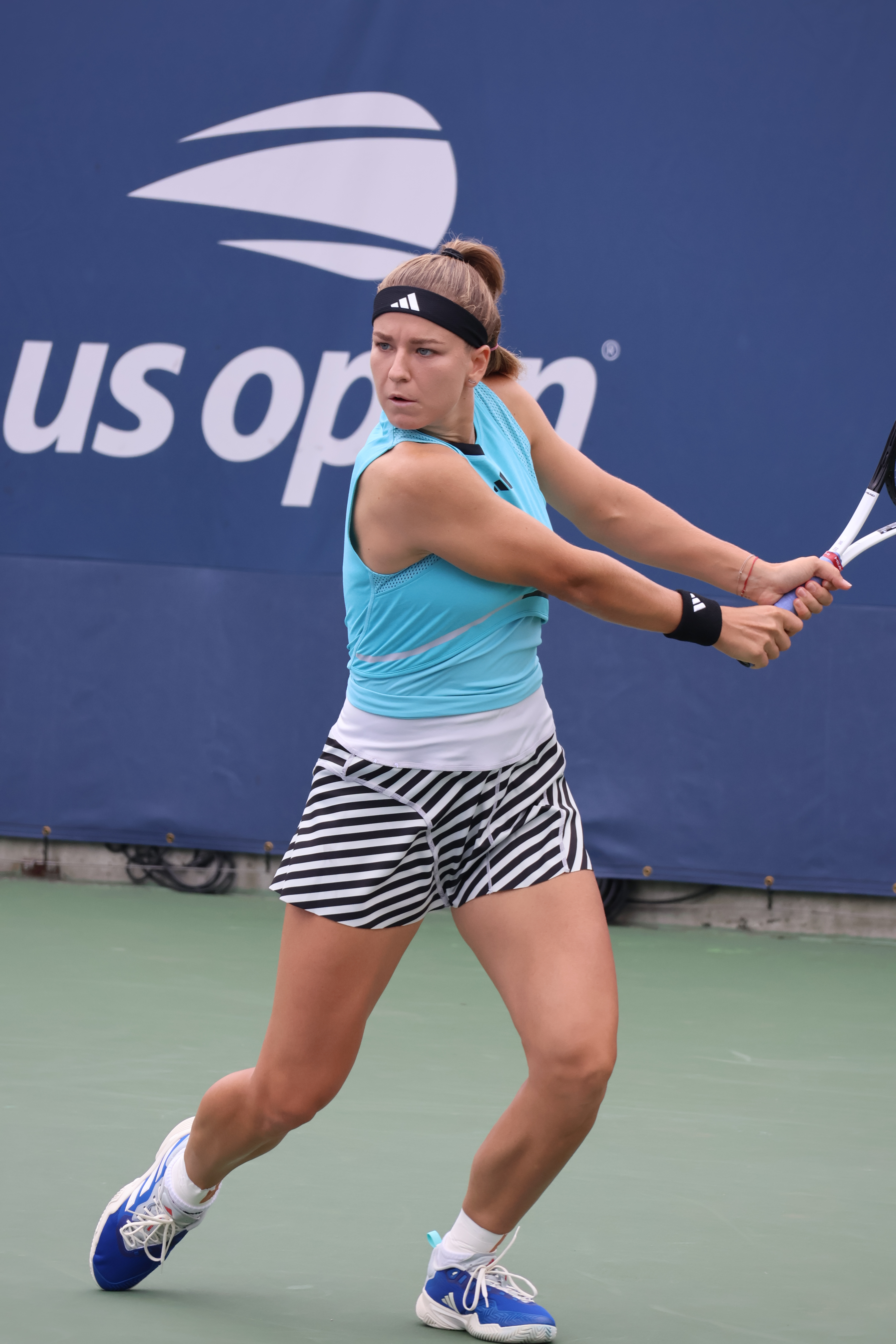
Na US Open 2023 postoupila do třetího grandslamového semifinále v kariéře

Na French Open přijela jako 43. hráčka žebříčku. V repríze utkání z předchozího ročníku opět porazila světovou osmičku Marii Sakkariovou až po zvládnutých koncovkách obou setů. Ve druhém kole vyřadila Argentinku z počátku druhé stovky Nadiu Podoroskou, přestože ve druhé sadě utržila „kanára“. Dvousetová vítězství si připsala nad dvacátou sedmou ženou klasifikace Irinou-Camelií Beguovou, šťastnou poraženou z kvalifikace Elinou Avanesjanovou a Anastasijí Pavljučenkovovou, která se po zranění kolena vracela na okruh pod žebříčkovou ochranou. Ani v semifinále ji nezastavila světová dvojka a úřadující šampionka Australian Open Aryna Sabalenková, jíž v grandslamové sezóně přivodila první porážku a ukončila její dvanáctizápasovou neporazitelnost. Poté co obě získaly set v tiebreaku, rozhodlo o postupující až třetí dějství. V něm si Sabalenková vypracovala vedení 5–2 a 40:30 na podání Muchové. Mečbol však neproměnila. Sérií pěti vyhraných her v řadě, a ziskem 20 z 24 posledních výměn, dokonala Češka obrat. Na grandslamu postoupila do prvního kariérního finále. Po Navrátilové, Tomanové, Mandlíkové, Šafářové, Vondroušové a Krejčíkové se stala sedmou českou hráčkou ve finále Roland Garros a čtvrtou nejníže postavenou finalistkou od zavedení žebříčku WTA. V této statistice zaostala jen za Świątekovou (54. v roce 2020), Ostapenkovou (47. v roce 2017) a Tomanovou (47. v roce 1976). V závěrečném duelu ji zdolala polská světová jednička Iga Świąteková, proti níž v rozhodující sadě dvakrát nevyužila výhodu prolomeného podání ani následný brejkbol na vedení gamů 5–4. Bodový zisk jí zajistil návrat do světové dvacítky a vylepšení kariérního maxima o tři příčky, posunem na 16. místo. Polka jí oplatila prohru z jediného předchozího duelu na Prague Open 2019 a ukončila její pětizápasovou neporazitelnost proti členkám první světové trojky. Jedinou tenistkou, která před ní tento výkon proti hráčkám Top 3 dokázala byla Martina Navrátilová šňůrou sedmi vítězství.
Místo přípravných travnatých turnajů zvolila před Wimbledonem odpočinek. Na londýnském majoru tak dohrála, částečně i vinou zranění kyčle, které se přivodila během utkání, už v prvním kole po třísetové prohře s Němkou Jule Niemeierovou, v té době až 103. hráčkou hodnocení. Na okruh se následně vrátila na turnaji kategorie WTA 250 ve Varšavě, kde ve druhém kole podlehla 174. hráčce světa Rebecce Šramkové, přestože v rozhodující třetí sadě vedla 5–1 a 40:15 a měla celkem čtyři mečboly.
Na amerických betonech postoupila v kanadském Montréalu po výhrách nad Potapovovou a Cîrsteaovou do osmifinále, kde v repríze finále z French Open opět podlehla ve třech setech Świątekové. Lépe si vedla na navazujícím Cincinnati Masters. Na úvod vyřadila Brazilku Beatriz Haddad Maiovou, ve třetím kole počtvrté v řadě přehrála světovou osmičku Marii Sakkariovou, čímž v kategorii WTA 1000 postoupila do třetího čtvrtfinále. Do debutového semifinále na této kategorii postoupila po skreči krajanky Marie Bouzkové a v něm podruhé přehrála Sabalenkovou, která stejně jako na French Open ztratila vedení. V boji o nejcennější titul jí přehrála světová sedmička Coco Gauffová. Češka tak prohrála třetí ze čtyř finále. Již postupem do souboje o titul si zajistila premiérový posun do první světové desítky, na 10. místo, v níž se stala sedmou Češkou od roku 2000. V následném vydání žebříčku WTA byla druhou ze čtyř sousedících Češek mezi 9. a 12. příčkou.
Sbírku čtvrtfinálových účastí na všech grandslamech zkompletovala na US Open, kde hrála jako desátá nasazená. Jako jediná jí cestou pavoukem odebrala Číňanka Wang Sin-jü v osmifinále, když na raketě Muchové postupně dohrály Hunterová, Fręchová a Townsendová. Mezi poslední osmičkou pak jenom tři hry povolila třicáté nasazené Soraně Cîrsteaové. Souboj o druhé grandslamové prohrála s pozdější vítězkou Coco Gauffovou ve dvou setech. Po zápase na tiskové konferenci uvedla, že nedokázala hrát ani na 60 procent svých možností. Později uvedla, že ji už v závěru turnaje trápilo zraněné zápěstí.
Díky výsledkům z celé sezóny si 6. října zajistila premiérovou účast na Turnaji mistryň pro osm nejlepších tenistek sezóny. Necelý týden před začátkem turnaje se však odhlásila pro nedoléčené zranění pravého zápěstí a nahradila ji Sakkariová. Zároveň se odhlásila i z finále Billie Jean King Cupu, kde ji v původní nominaci nahradila Marie Bouzková. Sezónu přesto ukončila na osmém místě, tedy o 141 příček výše oproti začátku ročníku, jako jedna ze tří Češek v mezi nejlepší desítkou.

### 2024: Červnový návrat po zranění zápěstí, obhájené semifinále na US Open a dvě prohraná finále
Neúspěšná snaha o konzervativní léčbu a rehabilitaci pravého zápěstí vyústila v únoru 2024, kdy přes pětiměsíční absenci figurovala na desáté příčce žebříčku, v operační zákrok. Zotavena se na okruh vrátila téměř po desetiměsíční neaktivitě červnovým Rothesay International v Eastbourne. Z pozice třicáté páté ženy klasifikace jí za stavu her 3–1 v prvním zápase skrečovala Elina Avanesjanová kvůli problémům s levým stehnem. Přes polskou kvalifikantku Magdu Linetteovou z konce světové padesátky prošla do čtvrtfinále. Před jeho rozehráním s obhájkyní titulu Madison Keysovou ale z turnaje odstoupila, opět kvůli ztuhlému pravému zápěstí ve snaze jej před londýnským grandslamem nepřetížit. Časnou porážku ve Wimbledonu jí přivodila Španělka Paula Badosová z konce první stovky žebříčku, na kterou uhrála pět gamů. Červencový přechod z trávy na antukový Palermo Ladies Open znamenal účast ve finále italského turnaje. Cestou soutěží porazila čtyři členky z druhé světové stovky, kvalifikantky Katarzynu Kawaovou po skreči a Němku Nomu Nohu Akugueovou, ve dvou tiebreacích Australanku Astru Sharmaovou a v semifinále Rumunku Irinu-Camelii Beguovou, která ji připravila jen o dvě hry. V třísetovém souboji o titul podlehla čínské světové sedmičce a nejvýše nasazené Čeng Čchin-wen, která antukovou formu potvrdila ziskem zlata na navazující olympiádě. Na túře WTA tak prohrála čtvrté z pěti kariérních finále.

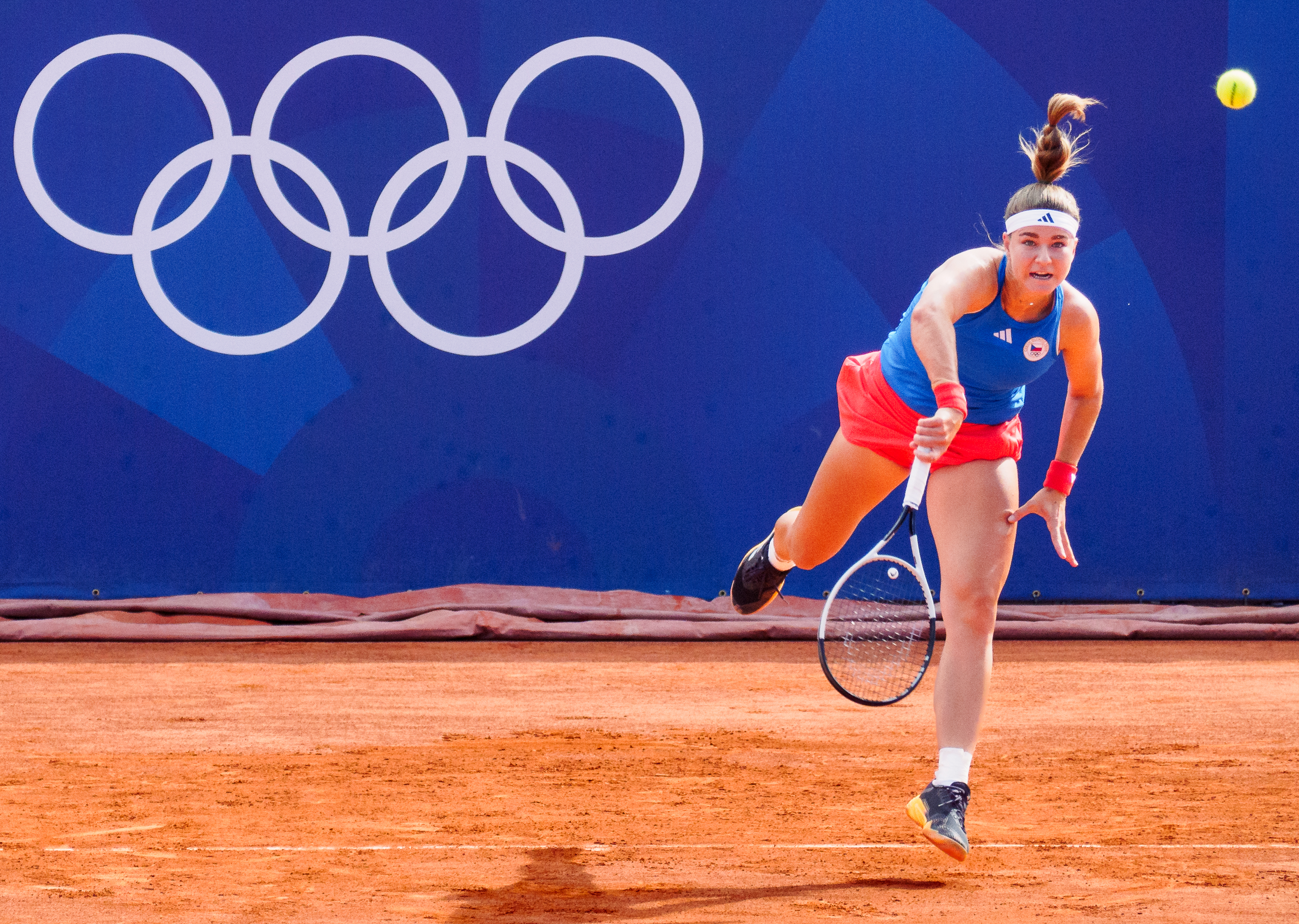
Na pařížské olympiádě dohrála v úvodu dvouhry a s Noskovou obsadily čtvrté místo ve čtyřhře

Na pařížské olympiádě v areálu Rolanda Garrose prohrála v prvním kole dvouhry s pětadvacátou hráčkou pořadí Leylah Fernandezovou z Kanady. Přes zisk druhé sady soupeřka praktikovala chytrou agresivnější hru znamenající postup. Při olympijské premiéře dosáhla lepšího výsledku ve čtyřhře, jíž odehrála po boku 19leté Lindy Noskové. V prvních třech kolech vždy prohrály úvodní set a o postupu rozhodly v závěrečném supertiebreaku. Ve druhém utkání vyřadily nejvýše nasazené Američanky Gauffovou s Pegaulovou a poté Tchajwanky Sieovou s Cchaovou. V semifinále však podlehly Italkám Erraniové s Paoliniovou. Z utkání o bronz odešly poraženy od Španělek Bucșové a Sorribesové Tormové, proti nimž získaly jen čtyři gamy.
US Open Series rozehrála srpnovým Cincinnati Open, kde obhajovala finálovou účast. Po výhře nad ukrajinskou světovou třiatřicítkou Dajanou Jastremskou ji v třísetovém klání zastavila pozdější finalistka a šestá žena klasifikace Jessica Pegulaová. Bodová ztráta znamenala vypadnutí z Top 50 poprvé od května 2023. Na US Open přicestovala jako padesátá druhá žena žebříčku s hrozbou opuštění světové stovky díky obhajobě 780 bodů za semifinále v předchozím ročníku. Výkon z roku 2023 však zopakovala, když na cestě mezi poslední čtyřku tenistek neztratila žádný set. Na její raketě postupně dohrály Američanka Katie Volynetsová, dvojnásobná newyorská šampionka Naomi Ósakaová z deváté desítky, světová osmatřicítka Anastasija Potapovová, italská pátá žena pořadí Jasmine Paoliniová a ve čtvrtfinále jednadvacátá Beatriz Haddad Maiová z Brazílie, kterou přehrála i počtvrté. Komplikace jí způsobila Ósakaová, která ve druhé sadě druhého kola nevyužila, za stavu her 5–4, tři setboly na podání v řadě. V probíhající sezóně Muchová postoupila jako čtvrtá nenasazená hráčka do semifinále grandslamu, po Jastremské na Australian Open, Miře Andrejevové na French Open a Vekićové ve Wimbledonu. Na US Open dokázala, jako na svém vůbec prvním turnaji okruhu WTA, postoupit podruhé do semifinále. Rovněž se stala první Češkou od Heleny Sukové z let 1986 a 1987, která ve Flushing Meadows obhájila semifinálovou účast. Do finále ji nepustila světová šestka Jessica Pegulaová, s níž prohospodařila vedení 6–1 a 2–0. Za tohoto stavu měla navíc brejkbol na další prolomení soupeřčina podání, jehož využití by ve druhé sadě znamenalo výhodu dvou servisů. Američanka však snížila na 1–2, výrazně omezila počet nevynucených chyb a návrat do zápasu stvrdila ziskem druhého i třetího setu. Češku tak zdolala stejně jako tři týdny nazpět v Cincinnati.
Na pekingském China Open startovala po pěti letech. Prvními čtyřmi koly prošla suverénně, když jí žádná ze soupeřek, které v žebříčku figurovaly mezi 41.–80. místem, neodebrala více než čtyři gamy. Ve čtvrtfinále ukončila 15zápasovou neporazitelnost světové dvojky Aryny Sabalenkové, když v rozhodujícím třetím setu otočila šňůrou čtyř gamů nepříznivý vývoj ze skóre 2–4 a utkání završila ziskem deseti míčů v řadě. V semifinále oplatila červencovou porážku úřadující olympijské šampionce a světové sedmičce Čeng Čchin-wen. Ve finále byla nad její síly, stejně jako v boji o titul na Cincinnati Open 2023, americká světová šestka Coco Gauffová. Prohrála tak pátý z šesti soubojů o titul. Na jediném turnaji porazila dvě členky Top 10 poprvé od cincinnatské tisícovky v předchozí sezóně. Bodový zisk ji posunul z pozice 49. hráčky žebříčku na 31. místo.

## Herní styl
Praktikuje celodvorcový, agresivní a inteligentní tenis se zapojením celé škály úderů a dobrou anticipací hry soupeřek. Touto variabilitou včetně náběhů na síť, s využitím drive volejů, se odlišuje od většiny hráček, které zakládají svou hru výhradně na síle bez nástavbové šikovnosti. Ve svém arzenálu má vyjma tvrdých úderů od základní čáry také čopované měkčí míče, s oblíbenou variantou zkrácení a přitažení soupeřky k síti, s následnými prohozy či loby. Zpomalováním výměn řezanými bekhendy a jejich zrychlování topsiny boří monotónní tempo od základní čáry. Rychlý pohyb po dvorci je podmíněn dobrou prací nohou. Může se také opřít o silný první servis a kvalitní voleje. Klidná povaha ji během zápasů pomáhá neprojevovat negativní emoce a nezatěžovat se ztracenými výměnami. Pozitivem je nepředvídatelnost a překvapivá řešení herních situací.
Mats Wilander připodobnil její styl na French Open 2023 k Ashleigh Bartyové v silovější verzi a Američanka Chris Evertová vyzdvihla rozmanitou a elegantní hru. Jan Kukal dodal, že oplývala nejlepší technikou ze všech hráček. Podle trenéra Emila Miškeho je její styl předurčený pro travnatý povrch.

## Trenérské vedení
Se slovenským koučem Emilem Miškem, který zaštítil projekt Hrajeme tenis na Slovensku, se poprvé střetla při zkušebním tréninku v prosinci 2016 v Bratislavě. Fyzioterapeutem a sparingpartnerem byl do roku 2020 Miroslav Herzán z olomouckého klubu, který s tenistkou následně spolupráci obnovil. Kondičním trenérem a fyzioterapeutem je od roku 2023 opět Jaroslav Blažek, když byl členem týmu již před pandemií covidu-19.
- Emil Miške (2017–2020,[12] duben 2023[140][141] – červenec 2025[142])
- David Kotyza (březen 2020 – září 2022)[143][144]
- Jan Blecha (září 2022 – duben 2023)[145]
- Kirsten Flipkensová (březen 2023 – červen 2025)[146][147]

## Finále na Grand Slamu

### Ženská dvouhra: 1 (0–1)
| Stav       | rok  | turnaj      | povrch | soupeřka ve finále | výsledek      |
| ---------- | ---- | ----------- | ------ | ------------------ | ------------- |
| Finalistka | 2023 | French Open | antuka | Iga Świąteková     | 2–6, 7–5, 4–6 |

## Utkání o olympijské medaile

### Ženská čtyřhra: 1 (1 čtvrté místo)
| Stav     | rok  | místo konání   | povrch | spoluhráčka   | soupeřky v utkání o medaili               | výsledek |
| -------- | ---- | -------------- | ------ | ------------- | ----------------------------------------- | -------- |
| 4. místo | 2024 | Paříž, Francie | antuka | Linda Nosková | Cristina Bucșová Sara Sorribesová Tormová | 2–6, 2–6 |

## Finále na okruhu WTA Tour

### Dvouhra: 6 (1–5)
| Legenda                                        |
| ---------------------------------------------- |
| Grand Slam (0–1)                               |
| Turnaj mistryň (0)                             |
| Premier Mandatory & Premier 5 / WTA 1000 (0–2) |
| Premier / WTA 500 (0)                          |
| International / WTA 250 (1–2)                  |

| Stav       | č. | datum             | turnaj                      | kategorie     | povrch | soupeřka ve finále | výsledek           |
| ---------- | -- | ----------------- | --------------------------- | ------------- | ------ | ------------------ | ------------------ |
| Finalistka | 1. | 4. května 2019    | Praha, Česko                | International | antuka | Jil Teichmannová   | 6–7(5–7), 6–3, 4–6 |
| Vítězka    | 1. | 22. září 2019     | Soul, Jižní Korea           | International | tvrdý  | Magda Linetteová   | 6–1, 6–1           |
| Finalistka | 2. | 10. června 2023   | French Open, Paříž, Francie | Grand Slam    | antuka | Iga Świąteková     | 2–6, 7–5, 4–6      |
| Finalistka | 3. | 20. srpna 2023    | Cincinnati, Spojené státy   | WTA 1000      | tvrdý  | Coco Gauffová      | 3–6, 4–6           |
| Finalistka | 4. | 21. července 2024 | Palermo, Itálie             | WTA 250       | antuka | Čeng Čchin-wen     | 4–6, 6–4, 2–6      |
| Finalistka | 5. | 6. října 2024     | Peking, Čína                | WTA 1000      | tvrdý  | Coco Gauffová      | 1–6, 3–6           |

## Finále na okruhu ITF
| Dotace turnajů okruhu ITF | Dotace turnajů okruhu ITF |
| ------------------------- | ------------------------- |
| Turnaje 100 000 $         | Turnaje 80 000 $          |
| Turnaje 75 000 $          | Turnaje 60 000 $          |
| Turnaje 50 000 $          | Turnaje 25 000 $          |
| Turnaje 15 000 $          | Turnaje 10 000 $          |

### Dvouhra: 10 (2–8)
| Stav       | č.  | datum             | turnaj                     | kategorie | povrch      | soupeřka ve finále       | výsledek      |
| ---------- | --- | ----------------- | -------------------------- | --------- | ----------- | ------------------------ | ------------- |
| Vítězka    | 1.  | 3. srpna 2014     | Michalovce, Slovensko      | 10 000    | antuka      | Jana Jablonovská         | 6–3, 6–1      |
| Finalistka | 2.  | 14. února 2016    | Trnava, Slovensko          | 10 000    | tvrdý (h)   | Jekatěrina Alexandrovová | 1–6, 3–6      |
| Finalistka | 3.  | 7. března 2016    | Šarm aš-Šajch, Egypt       | 10 000    | tvrdý       | Anna Morginová           | 6–1, 0–6, 3–6 |
| Vítězka    | 4.  | 27. března 2016   | Šarm aš-Šajch, Egypt       | 10 000    | tvrdý       | Anastasija Komardinová   | 6–0, 6–2      |
| Finalistka | 5.  | 31. května 2016   | Hódmezővásárhely, Maďarsko | 25 000    | antuka      | Tamara Zidanšeková       | 6–4, 2–6, 4–6 |
| Finalistka | 6.  | 6. června 2016    | Essen, Německo             | 50 000    | antuka      | Sara Sorribesová Tormová | 6–7(5–7), 4–6 |
| Finalistka | 7.  | 30. července 2017 | Praha, Česko               | 80 000    | antuka      | Markéta Vondroušová      | 5–7, 1–6      |
| Finalistka | 8.  | 25. února 2018    | Altenkirchen, Německo      | 25 000    | koberec (h) | Harriet Dartová          | 6–7(5–7), 2–6 |
| Finalistka | 9.  | 31. března 2018   | Croissy-Beaubourg, Francie | 60 000    | tvrdý (h)   | Anna Blinkovová          | bez boje      |
| Finalistka | 10. | 22. července 2018 | Olomouc, Česko             | 80 000+H  | antuka      | Fiona Ferrová            | 4–6, 4–6      |

### Čtyřhra: 3 (1–2)
| Stav       | č. | datum              | turnaj                     | kategorie | povrch      | spoluhráčka         | soupeřky ve finále                    | výsledek      |
| ---------- | -- | ------------------ | -------------------------- | --------- | ----------- | ------------------- | ------------------------------------- | ------------- |
| Vítězka    | 1. | 21. září 2014      | Hluboká nad Vltavou, Česko | 10 000    | antuka      | Jana Jablonovská    | Veronika Kolářová Petra Krejsová      | 7–6(7–2), 7–5 |
| Finalistka | 2. | 23. listopadu 2014 | Závada, Polsko             | 25 000    | koberec (h) | Gabriela Chmelinová | Anhelina Kalininová Anna Škudunová    | 0–6, 6–7(3–7) |
| Finalistka | 3. | 11. března 2017    | Antalya, Turecko           | 10 000    | antuka      | Barbora Miklová     | Anastasija Frolovová Alena Tarasovová | 5–7, 1–6      |

## Chronologie výsledků na Grand Slamu

### Dvouhra
| Turnaj          | 2016 | 2017 | 2018    | 2019    | 2020    | 2021    | 2022    | 2023    | 2024    | 2025    | SR     | V–P   |
| --------------- | ---- | ---- | ------- | ------- | ------- | ------- | ------- | ------- | ------- | ------- | ------ | ----- |
| Australian Open | A    | A    | A       | 1. kolo | 2. kolo | SF      | A       | 2. kolo | A       | 1. kolo | 0 / 5  | 7–5   |
| French Open     | A    | A    | 1Q      | 2. kolo | 1. kolo | 3. kolo | 3. kolo | F       | A       | 1. kolo | 0 / 6  | 11–6  |
| Wimbledon       | A    | A    | 2Q      | ČF      | NH      | ČF      | 1. kolo | 1. kolo | 1. kolo | 1. kolo | 0 / 6  | 8–6   |
| US Open         | 1Q   | A    | 3. kolo | 3. kolo | 4. kolo | 1. kolo | 1. kolo | SF      | SF      |         | 0 / 7  | 17–7  |
| výhry–prohry    | 0–0  | 0–0  | 2–1     | 7–4     | 4–3     | 11–4    | 2–3     | 12–4    | 5–2     | 0–3     | 0 / 24 | 43–24 |

| Legenda | Legenda                                   | Legenda | Legenda                     |
| ------- | ----------------------------------------- | ------- | --------------------------- |
| SR      | poměr vyhraných turnajů ku všem odehraným | W–L V–P | výhry–prohry                |
| NH      | daný rok se turnaj nekonal                | A       | turnaje se hráč nezúčastnil |
| 1Q / LQ | prohra v (kole) kvalifikace               | 1k / 1R | prohra v daném kole turnaje |
| QF / ČF | prohra ve čtvrtfinále                     | SF      | prohra v semifinále         |
| F       | prohra ve finále                          | Vítěz   | vítězství v turnaji         |

## Vítězství nad hráčkami Top 10
Přehled
| Sezóna    | 2019 | 2020 | 2021 | 2022 | 2023 | 2024 | 2025 | Celkem |
| --------- | ---- | ---- | ---- | ---- | ---- | ---- | ---- | ------ |
| Vítězství | 1    | 0    | 4    | 1    | 5    | 3    | 1    | 15     |

Vítězství
| Č.                                     | hráčka top 10       | WTA | turnaj                                | povrch | fáze        | skóre                   | KM   |
| -------------------------------------- | ------------------- | --- | ------------------------------------- | ------ | ----------- | ----------------------- | ---- |
| Sezóna 2019                            |                     |     |                                       |        |             |                         |      |
| 1.                                     | Karolína Plíšková   | 3.  | Wimbledon, Londýn, Spojené království | tráva  | 4. kolo     | 4–6, 7–5, 13–11         | 65.  |
| Sezóna 2021                            |                     |     |                                       |        |             |                         |      |
| 2.                                     | Karolína Plíšková   | 6.  | Australian Open, Melbourne, Austrálie | tvrdý  | 3. kolo     | 7–5, 7–5                | 27.  |
| 3.                                     | Ashleigh Bartyová   | 1.  | Australian Open, Melbourne, Austrálie | tvrdý  | čtvrtfinále | 1–6, 6–3, 6–2           | 27.  |
| 4.                                     | Naomi Ósakaová      | 2.  | Madrid, Španělsko                     | antuka | 2. kolo     | 6–4, 3–6, 6–1           | 20.  |
| 5.                                     | Bianca Andreescuová | 8.  | Cincinnati, Spojené státy             | tvrdý  | 2. kolo     | 6–4, 6–2                | 23.  |
| Sezóna 2022                            |                     |     |                                       |        |             |                         |      |
| 6.                                     | Maria Sakkariová    | 3.  | French Open, Paříž, Francie           | antuka | 2. kolo     | 7–6(7–5), 7–6(7–4)      | 81.  |
| Sezóna 2023                            |                     |     |                                       |        |             |                         |      |
| 7.                                     | Belinda Bencicová   | 9.  | Dubaj, Spojené arabské emiráty        | tvrdý  | 3. kolo     | 6–1, 6–4                | 112. |
| 8.                                     | Maria Sakkariová    | 8.  | French Open, Paříž, Francie           | antuka | 1. kolo     | 7–6(7–5), 7–5           | 43.  |
| 9.                                     | Aryna Sabalenková   | 2.  | French Open, Paříž, Francie           | antuka | semifinále  | 7–6(7–5), 6–7(5–7), 7–5 | 43.  |
| 10.                                    | Maria Sakkariová    | 8.  | Cincinnati, Spojené státy             | tvrdý  | 3. kolo     | 6–3, 2–6, 6–3           | 17.  |
| 11.                                    | Aryna Sabalenková   | 2.  | Cincinnati, Spojené státy             | tvrdý  | semifinále  | 6–7(4–7), 6–3, 6–3      | 17.  |
| Sezóna 2024                            |                     |     |                                       |        |             |                         |      |
| 12.                                    | Jasmine Paoliniová  | 5.  | US Open, New York, Spojené státy      | tvrdý  | 4. kolo     | 6–3, 6–3                | 52.  |
| 13.                                    | Aryna Sabalenková   | 2.  | Peking, Čína                          | tvrdý  | čtvrtfinále | 7–6(7–5), 2–6, 6–4      | 49.  |
| 14.                                    | Čeng Čchin-wen      | 7.  | Peking, Čína                          | tvrdý  | semifinále  | 6–3, 6–4                | 49.  |
| Sezóna 2025                            |                     |     |                                       |        |             |                         |      |
| 15.                                    | Jasmine Paoliniová  | 4.  | United Cup, Sydney, Austrálie         | tvrdý  | čtvrtfinále | 6–2, 6–2                | 22.  |
| výhra nad úřadující světovou jedničkou |                     |     |                                       |        |             |                         |      |